# Itaúna do Sul
Itaúna do Sul ist ein brasilianisches Munizip im Bundesstaat Paraná. Es hat 3572 Einwohner (2022), die sich Itaunenser nennen. Die Fläche beträgt 129 km². Sie liegt 449 Meter über dem Meeresspiegel.

## Etymologie
Der Name stammt von dem Tupí-Guaraní-Begriff Itaúna, der die Bedeutung harter Stein (pedra dura) hat. Dagegen bedeutet er nach Navarro schwarzer Stein (pedra preta), der das Wort aus „itá + un +a“ ableitet.

## Geschichte
Die Gründung von Itaúna do Sul geht auf die Immobiliengesellschaft Ferreira e Toledo Piza Ltda aus Tupã im Bundesstaat São Paulo zurück. Die Fruchtbarkeit des Bodens ließ die Unterteilung des Landes in kleine Parzellen zu, die für die Bildung der Siedlung wesentlich waren. Die Geburtsstunde der Stadt schlug im Mai 1951, als der erste Meilenstein im Urwald gesetzt wurde, der die Anwesenheit der Zivilisation anzeigte. Die ersten Bewohner waren José Xavier Chagas, Pedro Martins Plaza, Júlio Ramos e Silva, Sebastião Soares de Lima, Tsuneji Takahashi und André Romão mit ihren Familien.
Die Fruchtbarkeit des Bodens, das vorzügliche Klima, der Elan und die Tüchtigkeit der Pioniere trugen dazu bei, dass sich schnell ein städtischer Kern bildete. Die ersten wirtschaftlichen Aktivitäten der Gemeinde Itaúna do Sul lagen in den Bereichen Kaffee, Holzverarbeitung und diversifizierte Landwirtschaft. Kaffee war die Hauptfrucht und zog die ersten Pioniere an, die meist aus dem Bundesstaat São Paulo stammten und portugiesische, spanische, italienische und japanische Einwanderer waren. Das Holz wurde in den Sägewerken der Gemeinde zu Rohmaterial für den Bau der Häuser in der Stadt verarbeitet. Die Landwirtschaft war breit gefächert und beschäftigte hauptsächlich Familienarbeitskräfte. Was zusätzlich zum Kaffee angebaut wurde, diente dem Eigenbedarf.
Itaúna do Sul wurde durch das Staatsgesetz Nr. 4338 vom 25. Januar 1961 in den Rang eines Munizips erhoben und am 25. Mai 1961 als Munizip installiert.

## Geografie

### Fläche und Lage
Itaúna do Sul hat eine Fläche von 129 km². Es befindet sich auf 22° 43′ 51″ südlicher Breite und 52° 53′ 13″ westlicher Länge. Es liegt auf einer Höhe von 449 Metern.

### Klima
In Itaúna do Sul herrscht tropisches Klima. Die meiste Zeit im Jahr ist mit erheblichem Niederschlag zu rechnen. Auf das Gesamtklima im Jahr haben die wenigen, trockenen Monate nur wenig Einfluss. Die Klimaklassifikation nach Köppen und Geiger lautet Am. Es herrscht im Jahresdurchschnitt eine Temperatur von 23,6 °C. Innerhalb eines Jahres gibt es 1447 mm Niederschlag.

### Gewässer
Im Westen des Munizips fließt der Rio Tigre und im Osten der Ribeirão do Quatí zum Paranapanema.

### Straßen
Itaúna do Sul liegt an der PR-182 / BR-376, die Curitiba mit Dourados (Mato Grosso do Sul) verbindet. Diese führt Richtung Süden zunächst nach Nova Londrina, nach Norden zum Wasserkraftwerk Rosana und über die dortige Paranapanama-Brücke in den Staat São Paulo.

### Nachbarmunizipien
|               | Diamante do Norte                           |            |
|               | Kompassrose, die auf Nachbargemeinden zeigt | Terra Rica |
| Nova Londrina |                                             |            |

## Stadtverwaltung
- Bürgermeister: Gilson José de Gois (Gilson Construtor), PL (2021–2024)
- Vize-Bürgermeister: Gustavo Henrique da Silva Santos Narciso (Gustavo Marmoaria), PL (2021–2024)[6]

## Demografie

### Bevölkerungsentwicklung
| Jahr | Einwohner | Stadt | Land |
| ---- | --------- | ----- | ---- |
| 1960 |           |       |      |
| 1970 | 4.604     | 24 %  | 76 % |
| 1980 | 4.128     | 41 %  | 59 % |
| 1991 | 4.555     | 67 %  | 33 % |
| 2000 | 4.447     | 63 %  | 37 % |
| 2010 | 3.583     | 71 %  | 29 % |
| 2022 | 3.572     |       |      |

Quelle: IBGE (2011) und Volkszählung 2022

### Ethnische Zusammensetzung
| Gruppe * | 1991    | 2000    | 2010    | |
| --- | ------- | ------- | ------- | --- |
| Weiße | 43,2 %  | 68,5 %  | 39,8 %  | wer sich als „weiß“ erklärt                                                                                     |
| Schwarze | 8,4 %   | 5,1 %   | 9,6 %   | wer sich als „schwarz“ erklärt                                                                                  |
| Gelbe | 0,7 %   | 1,7 %   | 1,1 %   | Personen fernöstlicher Herkunft wie japanisch, chinesisch, koreanisch etc.                                      |
| Braune | 47,7 %  | 24,6 %  | 49,5 %  | wer sich als „braun“ erklärt oder wer sich mit einer Mischung von zwei oder mehr der fünf Gruppen identifiziert |
| Indigene | 0,0 %   | 0,0 %   | 0,0 %   | wer sich als Ureinwohner oder Indio erklärt                                                                     |
| ohne Angabe | 0,1 %   | 0,0 %   | 0,0 %   | |
| Gesamt | 100,0 % | 100,0 % | 100,0 % | |
| *) Das IBGE verwendet für Volkszählungen ausschließlich diese fünf Gruppen. Es verzichtet bewusst auf Erläuterungen. Die Zugehörigkeit wird vom Einwohner selbst festgelegt. |         |         |         | |

Quelle: IBGE (Stand: 1991, 2000 und 2010)